# Ivan Zabelin
Ivan Zabelin (rusky Иван Егорович Забелин) (17./29. září 1820 Tver – 31. prosince 1908/13. ledna 1909 Moskva), byl ruský historik a archeolog slavjanofilského smýšlení, který pomohl založit Moskevské historické muzeum na Rudém náměstí a této instituci předsedal až do roku 1906. Zabelin byl považován za přední odborníka na dějiny Moskvy a je klíčovou postavu ruského romantického nacionalismu.

## Život
Byl synem nižšího úředníka Georgije (Jegora) Stepanoviče Zabelina z rodiny venkovských pravoslavných kněží. Rodina se přestěhovala do Moskvy v roce 1821 a jeho otec zemřel v roce 1828. Jeho matka byla nucena pracovat jako služka. Ivan Zabelin studoval ve škole pro sirotky. V roce 1837 nastoupil do archivu moskevského Kremlu. Pod vlivem moskevských historiků, jako byli Ivan Sněgirev a Pavel Strojev, byl Zabelin jedním z prvních, kdo zkoumal historii moskevských předměstí a klášterů. Během práce ve Zbrojnici (rusky Оружейная палата) Zabelin studoval historii sléváren a smaltářů ve středověkém Rusku. Je také považován za odborníka v oblasti ikonomalby a moskevské architektury. Studoval například chrám sv. Mikuláše Divotvorce v Pskově a Rublevovu fresku Poslední soud.
V roce 1859 pozval hrabě Sergej Stroganov Zabelina k vykopávkám skýtských mohyl v jižním Rusku a na Krymu. Byl jedním z prvních, kdo zavedl stratigrafické metody do oblasti ruské archeologie. Byl prvním, kdo vykopal hrobku Čertomlyk, jeden z nejvýznamnějších skytských kurganů. Výsledky těchto vykopávek jsou nyní uloženy v Ermitáži. Spolu s hrabětem Alexejem Uvarovem založil ruskou archeologickou společnost (v roce 1864).
Po roce 1872 se věnoval studiu dějin Moskvy. V letech 1872 až 1888 předsedal Moskevské historické a archeologické společnosti. V roce 1894 byl zvolen do Petrohradské akademie věd (honoris causa).
Zabelin věřil, že „duše lidu“ se neprojevuje ani tak ve státních institucích a politických dějinách, jak tvrdili jeho němečtí kolegové, ale spíše v konkrétním každodenním životě, v domácím životě a rodinných vztazích. Toto tvrzení založil na sérii monografií popisujících soukromý život ruského lidu v 16. a 17. století.
Zabelinova velká trilogie Domácí život ruských carů (1862), Domácí život ruských carevn (1872) a Velcí bojaři ve svých votčinách (1871) zůstává referenčním materiálem pro moderní historiky. Jeho magnum opus, Dějiny raného ruského způsobu života, zůstalo nedokončeno. Psal rozsáhle pro různá periodika, včetně Historického zvěstníku a Ruských starožitností.
Je pohřben na Vagankovském hřbitově.